# Otto Łagodny
Otto Łagodny, niem. Otto der Milde (ur. pomiędzy 1290 i 1292 r., zm. 30 sierpnia 1344 r. w Getyndze) – książę Brunszwiku od 1318 r. z dynastii Welfów.

## Życiorys
Otto Łagodny był najstarszym synem księcia brunszwickiego Albrechta II oraz Rychezy, córki hrabiego Werle, Henryka I. Otto był dwukrotnie żonaty. Pierwszą żoną była Jutta, córka landgrafa Hesji Henryka I. Drugą żoną była Agnieszka, córka margrabiego Brandenburgii na Salzwedel Hermana Długiego. Jego jedynym dzieckiem była córka z pierwszego małżeństwa, Agnieszka (zm. 1371). Po jego śmierci dziedzictwo w księstwie brunszwickim objęli jego młodsi bracia, Ernest i Magnus I Pobożny, którzy podzielili je między siebie.